# Anton Gavel
Anton Gavel (Košice, 24 de octubre de 1984) es un exjugador y entrenador de baloncesto eslovaco con pasaporte alemán que actualmente dirige al ratiopharm Ulm de la BBL. Mide 1,89 metros de altura, y jugaba tanto en la posición de base como en la de escolta. Fue internacional absoluto con Eslovaquia y con Alemania.

## Carrera

### Como jugador

#### Primeros años
Debutó en el año 2000 con apenas 16 años, en la máxima categoría de su país con el BK Iskra Svit, y mediada la temporada fue fichado por el BG Karlsruhe alemán que por entonces jugaba en la 2.Basketball Bundesliga, aunque la primera temporada la pasó en el filial. Aun siendo un jugador joven, se hizo un sitio en el equipo, el cual logró el título de la segunda categoría en la temporada 2002-03, si bien ese año Anton tuvo problemas de lesiones que le hicieron perderse buena parte de la temporada. Así en la 2003-04 se produjo su debut en la Basketball Bundesliga con un papel importante, ya que promediaba casi 28 minutos de juego como combo guard, con casi 11 puntos por partido y 2 asistencias

#### Giessen 46ers
Fue entonces fichado por el Giessen 46ers, donde siguió progresando en su juego. Esa temporada 2004-05 fue un gran año para el equipo, bajo la dirección técnica de Stefan Koch y con un Chuck Eidson estelar en la cancha, se convirtieron en el equipo revelación y alcanzaron las semifinales de la Bundesliga, superando en cuartos de final a uno de los favoritos aquel año, el RheinEnergie Köln, en una recordada serie que necesitó los 5 partidos para definirse. A nivel particular Gavel jugaba 31 minutos por partido con promedios de 12 puntos y casi 3 asistencias. Jugó una temporada más en Giessen, mejorando sus prestaciones a nivel personal, si bien el equipo esta vez no alcanzó la postemporada. Fue elegido Novato del Año de la Basketball Bundesliga 2005-2006. Quedaron terceros en la Copa Alemana de 2006. En sus dos temporadas en Giessen, promedió 14.1 puntos y 2.7 asistencias en 69 partidos. Participó en el Eurocamp de Treviso en 2005 y 2006.

#### Etapa ACB
En la temporada 2006-07 le llega la oportunidad de debutar en la mejor liga de Europa, la ACB, de la mano del recién ascendido Polaris World Murcia que lo firmó por dos temporadas. Bajo la dirección de Manolo Hussein, pasó de ser jugador franquicia en Alemania a ser segundo base o al menos compartir minutos en su nuevo equipo con otro joven valor como era Goran Dragić. Destacar el partido que significa la victoria con mayor diferencia histórica del equipo en la 13.ª jornada ante CB Granada (93-63) donde Anton anotó 22 puntos, con 6/7 en triples a las que sumó 3 asistencias. El equipo logró el objetivo de la permanencia, participando del logro con casi 23 minutos por noche y algo más de 6 puntos.
Su segundo año en Murcia, fue similar en resultados, el equipo logró la permanencia nuevamente con cifras iguales a las del año anterior, de 13 victorias y 21 derrotas y aunque las cifras a nivel personal fueron algo menores, algo tuvo que ver que esta vez la dirección del equipo estaba más definida con la presencia de Chris Thomas (baloncestista) como titular. Aun así saliendo desde el banquillo siguió jugando cerca de 20 minutos con noche con 4.4 ptos. de media, siendo un importante baluarte defensivo en el equipo.

#### Vuelta a Alemania
Tras su etapa ACB, firmó contrato de dos años con el Aris Salónica BC, con quienes debutaría en competición europea, jugando la Eurocup, pero no fue un buen año, por cuanto su presencia en la cancha fue bastante menor, siendo segundo base, pero con bastantes menos minutos, finalizado el año no siguió en el equipo.
Empezó la temporada 2009-10 en su país, jugando con el BK Iskra Svit, hasta que en noviembre recibió la llamada de Brose Baskets de Bamberg que lo fichó con un contrato anual de un mes para suplir a lesionado John Goldsberry, pero su reconocida ética de trabajo hizo que finalmente se ganara la renovación, primero por otro mes y finalmente hasta final de temporada. Recuperando su estatus en la liga que mejor conoce y con su polivalencia como combo guard jugó más de 27 minutos de media con más de 9 puntos, cifras que mejoró en el playoff que llevó al equipo a lograr el campeonato liguero. Su buen papel le llevó a ser renovado por dos temporadas más con el equipo teutón con quienes debutó en Euroliga.
Con Brose Baskets ganó cuatro ligas, tres copas y tres supercopas, además de ser el máximo anotador alemán (considerado por su pasaporte) en la 2012-2013 con 14.8 puntos de media. Fue Jugador Defensivo del año en 2012 y 2013, MVP de las Finales de 2013 y elegido en el Quinteto Ideal de la Bundesliga en 2013 y en el Segundo Quinteto en 2012.
En julio de 2014 firmó un contrato de dos años con el Bayern Múnich. En su primera temporada promedió 7.3 puntos y 3.7 asistencias en 40 partidos en liga, mientras que en la Euroliga promedió 8.1 puntos y 3.3 asistencias en 7 partidos. El 8 de julio de 2016 se anunció que firmaba una extensión de contrato por dos temporadas con el equipo. El 29 de agosto de 2018, Gavel anunció su retiro del baloncesto.

### Como entrenador
El 29 de mayo de 2019 Anton Gavel fue elegido para entrenar al OrangeAcademy, equipo filial del ratiopharm Ulm y que disputaba la ProB, la tercera división alemana. Después de dirigir el equipo filial por tres temporadas y con la salida de Jaka Lakovič para entrenar al Herbalife Gran Canaria, el ratiopharm Ulm decidió ofrecerle el cargo de entrenador jefe a Gavel. El 25 de junio de 2022 firmó con el equipo por dos temporadas. En su primera temporada con el Ulm, Gavel llevó al equipo hasta las finales de la Bundesliga y allí consiguieron el primer título de su historia tras derrotar al Telekom Baskets Bonn por 3-1 en la serie.

## Selección  Nacional

### Eslovaquia
Ha sido internacional con la Selección de baloncesto de Eslovaquia desde 2005 hasta 2014, con quienes luchó por lograr el ascenso a la primera división del básquet europeo.
Jugó la World University Games de 2005 y ha participado en el FIBA EuroBasket Division B de 2005, 2007, 2009 y 2011. También ha jugado la fase de clasificación para el Eurobasket 2013 en Eslovenia.

### Alemania
En julio de 2015, dos meses antes del Eurobasket 2015, Gavel expresó su deseo de representar a la selección alemana. El 13 de agosto de 2015, la FIBA aprobó su solicitud para cambiar de selección, ya que ya había sido internacional absoluto con Eslovaquia. Hizo su debut con la selección alemana el 14 de agosto, en un amistoso contra la Selección de baloncesto de Croacia.

## Estadísticas

### Euroliga
| Año       | Equipo | PJ | PT | MPP  | %TC  | %3P  | %TL  | RPP | APP | ROB | TPP | PPP  |
| --------- | ------ | -- | -- | ---- | ---- | ---- | ---- | --- | --- | --- | --- | ---- |
| 2010-2011 | Brose  | 10 | 10 | 30.8 | .434 | .333 | .857 | 2.1 | 1.9 | .6  | .0  | 8.3  |
| 2011-2012 | Brose  | 10 | 10 | 29.6 | .386 | .308 | .731 | 1.7 | 2.1 | .9  | .2  | 8.5  |
| 2012-2013 | Brose  | 23 | 22 | 31.5 | .441 | .367 | .794 | 2.1 | 3.0 | .7  | .1  | 12.3 |
| 2013-2014 | Brose  | 10 | 10 | 28.0 | .446 | .500 | .806 | 2.5 | 3.4 | .7  | .1  | 11.6 |
| 2014-2015 | Bayern | 7  | 5  | 29.0 | .370 | .278 | .900 | 2.1 | 3.3 | .3  | .0  | 8.1  |
| Total     |        | 60 | 57 | 30.1 | .431 | .365 | .803 | 2.1 | 2.8 | .7  | .1  | 10.4 |